# Vibo
Vibo (łac. Dioecesis Vibonensis) – stolica historycznej diecezji w Italii erygowanej w roku 451, a skasowanej w roku 1081.
Współczesne miasto Vibo Valentia w prowincji Vibo Valentia we Włoszech. Obecnie katolickie biskupstwo tytularne ustanowione w 1968 przez papieża Pawła VI.

## Biskupi tytularni
| Lp. | Biskup            | Funkcja                                    | Od              | Do                |
| --- | ----------------- | ------------------------------------------ | --------------- | ----------------- |
| 1   | Andreas Rohracher | emerytowany arcybiskup Salzburga (Austria) | 30 czerwca 1969 | 19 listopada 1970 |
| 2   | Luciano Angeloni  | nuncjusz apostolski                        | 24 grudnia 1970 | 9 maja 1996       |
| 3   | Aldo Cavalli      | nuncjusz apostolski                        | 2 lipca 1996    |                   |